# نامی ماتسویاما
نامی ماتسویاما (انگلیسی: Nami Matsuyama؛ زادهٔ ۲۸ ژوئن ۱۹۹۸) بدمینتون‌باز زن اهل ژاپن است.